# SMS Emden (1908)

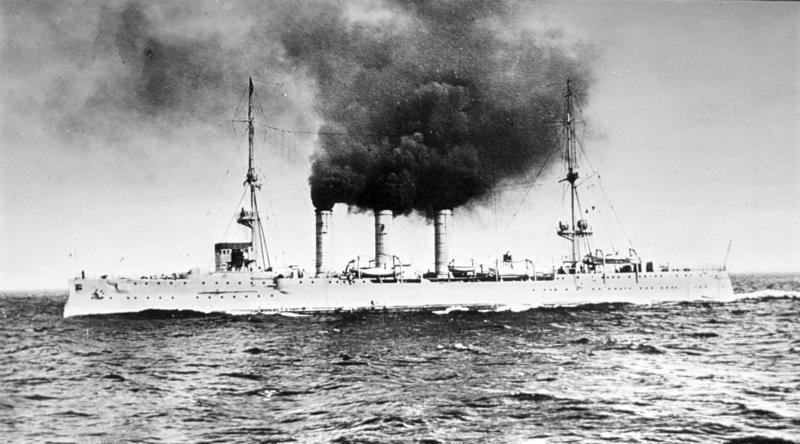
SMS Emden

SMS Emden var en tysk lätt kryssare, byggd 1908 om 3 600 ton. Emden befann sig vid första världskrigets utbrott i Ostasien under befäl av kommendörkapten Karl von Müller, och sänkte i Indiska oceanen 34 brittiska, 10 franska och sju japanska handelsfartyg, på sammanlagt omkring 80.000 ton. Emden förstörde dessutom i Penangs hamn en rysk kryssare  samt besköt Madras hamn. Emden blev 9 november 1914 sönderskjuten av den australiska kryssaren Sydney och sattes därefter avsiktligt på grund på en ö av sin besättning. En före striden för förstöring av en radiostation ilandsatt styrka under kaptenlöjtnant Hellmuth von Mücke tog sig efter en äventyrlig färd med skonaren Ayesha fram till al-Hudayda och därifrån över Konstantinopel till Tyskland.